# Gustave Boulanger
Gustave Rodolphe Clarence Boulanger (Parigi, 25 aprile 1824 – Parigi, 23 settembre 1888) è stato un pittore francese.

## Biografia
Di origine creola e orfano a 14 anni, fu allievo di Pierre Jules Jollivet (1803 -1871) e di Paul Delaroche all'École des Beaux-Arts nel 1846. Vinse il Prix de Rome nel 1849 con l'"Ulisse riconosciuto da Euriclea", divenne membro dell'Accademia di Belle Arti nel 1882 e insegnò nell'Académie Julian. 

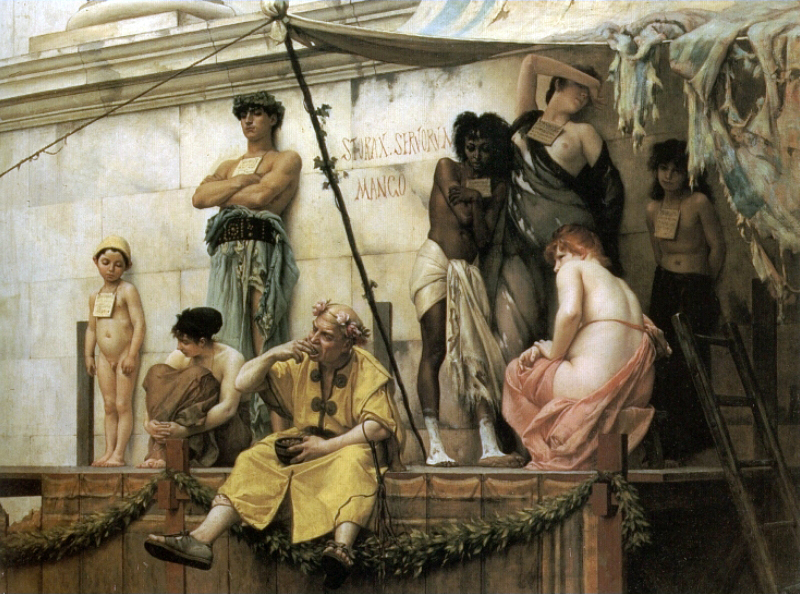
Il mercato di schiavi (1886)

Ottenne numerose commissioni ufficiali, tra le quali le decorazioni dell'Opéra di Parigi, di quella di Monaco e del Municipio di Parigi.
Furono suoi allievi i pittori Henry Tenré, Henri-Lucien Doucet, Charles-Louis Houdard, Octave Gallian e Victor Westerholm.

## Opere scelte
- "Ulisse riconosciuto da Euriclea", Museo Magnin, Parigi, 1849.
- "Le Quattro stagioni", Cleveland Museum of Art, 1850.
- "Frine", Van Gogh Museum, Amsterdam, 1850.
- "Prova nella casa del poeta tragico a Pompei", Museo dell'Ermitage, San Pietroburgo, 1855-1857.
- "Prova del flautista e della moglie di Diomede nell'atrio della casa pompeiana del principe Napoleone", Museo Nazionale del Castello e del Trianon, Versailles, 1860.
- "La mamillaria", opera esposta al "Salon des beaux-arts" del 1867, Museo di Belle arti, Angers.
- Decorazione della hall del Municipio del XIII arrondissement di Parigi.
- Decorazione dell'Opéra Garnier a Parigi.
- "Cesare al Rubicone", 1857.
- "Portatore d'acqua ebreo", 1884.
- "La lavandaia e la padrona", 1887.
- "Ritratto di Madame Lambinet Sinclair", Museo Lambinet, 1887.
- "Poesia".